# Cornus (gènere)
Cornus és un gènere abasta a un grup d'entre 30 a 50 espècies de plantes de fulles caduques i poden ser arbres o arbustos en la família Cornaceae, dividides en un a nou gèneres o subgènere (depenent de la interpretació botànica). Quatre subgèneres s'enumeren aquí.

## Taxonomia
Els raïms de flor semi cridaners, generalment blancs o grocs, en cims sense les bràctees cridaneres grans, donen fruit vermell, blau o blanc: 
- (Sub)gènere Cornus. Cornellers; quatre espècies d'arbustos o d'arbres petits; raïms de flor amb un involucre de fulles caduques.
  - Cornus chinensis (Corneller de la Xina). Xina.
  - Cornus mas (Corneller d'Europa o corneller mascle). Mediterrani.
  - Cornus officinalis (Corneller del Japó). Japó.
  - Cornus sessilis (Corneller de fruit negre). Califòrnia.
- (Sub)gènere Swida. Dogwoods; prop de 20 a 30 espècies d'arbustos; raïms de flor sense un involucre.
  - Cornus alba (Swida alba; Corneller siberià). Sibèria i nord de la Xina.
  - Cornus alternifolia (Swida alternifolia; Corneller pagoda o Corneller de fulles alternes). Nord-est de Nord-amèrica a l'extrem sud-est del Canadà.
  - Cornus amomum (Swida amomum; Corneller sedós). Est dels EUA per les grans prades, excepte el profund sud, i extrem sud-est del Canadà.
  - Cornus asperifolia (Swida asperifolia; Corneller de fulles rugoses).
  - Cornus austrosinensis (Swida austrosinensis; Corneller del Sud de la Xina). Est d'Àsia.
  - Cornus bretschneideri (Swida bretschneideri; Corneller de Bretschneider). Nord de la Xina.
  - Cornus controversa (Swida controversa; Corneller taula). Est d'Àsia.
  - Cornus coreana (Swida coreana; Corno de Corea). Nord-est d'Àsia.
  - Cornus drummondii (Swida drummondii; Corno de fulles arrugades). EUA: entre el cinturó dels Apalatxes i les grans prades, i el sud d'Ontario.
  - Cornus glabrata (Swida glabrata; Corneller marró o Corneller suau). Oest de Nord-amèrica.
  - Cornus hemsleyi (Swida hemsleyi; Corneller de Hemsley). Sud-est de la Xina.
  - Cornus koehneana (Swida koehneana; Corneller de Koehne). Sud-oest de la Xina.
  - Cornus macrophylla (Swida macrophylla; Corneller de fulles grans). Est d'Àsia.
  - Cornus obliqua (Swida obliqua; Corneller pàl·lid). Est de Nord-amèrica.
  - Cornus paucinervis (Swida paucinervis). Xina.
  - Cornus racemosa (Swida racemosa; Corneller dels pantans del Nord o Corneller de Gray). Extrem sud-est del Canadà i nord-est dels EUA.
  - Cornus rugosa (Swida rugosa; Corneller de fulla arrodonida). Sud-est del Canadà i extrem nord-est dels EUA.
  - Cornus sanguinea (Swida sanguinea; sanguinyol o Corneller comú). Europa.
  - Cornus sericea (C. stolonifera; Swida stolonifera; Corneller de fulles vermelles). Nord de Nord-amèrica.
  - Cornus stricta (Swida stricta; Corneller dels pantans del Sud). Sud-est dels EUA.
  - Cornus walteri (Swida walteri; Corneller de Walter. Xina Central.
  - Cornus wilsoniana (Swida wilsoniana; Corneller de Wilson). Xina Central.
- (Sub)gènere Chamaepericlymenum. Bunchberries ó Cornellers nans; dues espècies de sub-arbustos ratrers que creixen d'estolons lenyosos.
  - Cornus canadensis (Chamaepericlymenum canadense; Corneller nan canadenc o Bunchberry) Nord d'Amèrica del Nord.
  - Cornus suecica (Chamaepericlymenum suecicum; Corneller nan eurasiàtic o Bunchberry). Nord d'Euràsia, localment en l'extrem nord-est i nord-est de Nord-amèrica.
- (Sub)gènere Benthamidia (sin. subgènere Dendrobenthamia, subgènere Cynoxylon). Cornellers florits; cinc espècies d'arbres.
  - Cornus capitata (Benthamidia capitata; Sanguinyol de fulla perenne, Corneller de l'Himàlaia). Himàlaies.
  - Cornus florida (Benthamidia florida; Sanguinyol florit). Est dels EUA. de les grans prades, del nord al sud d'Ontario.
  - Cornus hongkongensis (Benthamidia hongkongensis; Corneller de Hong Kong). Sud de la Xina, Laos, Vietnam.
  - Cornus kousa (Benthamidia kousa; Corneller de Kousa). Japó i (com subsp. chinensis) centre i nord de la Xina.
  - Cornus nuttallii (Benthamidia nuttallii; Sanguinyol del Pacífic). Oest de Nord-amèrica des de la Colúmbia Britànica a Califòrnia.